# Koryčany
Koryčany település Csehországban, Kroměříži járásban. Koryčany Moravany, Střílky, Stupava, Osvětimany, Brankovice, Čeložnice, Kožušice, Mouchnice és Kyjov településekkel határos. Lakosainak száma 2730 fő (2024. január 1.).

## Népesség
A település lakosságának változását az alábbi diagram mutatja:
| Lakosok száma | 3292 | 4399 | 4626 | 3739 | 3243 | 2840 | 2811 | 2756 | 2661 | 2730 |
|               | 1869 | 1890 | 1921 | 1950 | 1980 | 2001 | 2017 | 2019 | 2022 | 2024 |